# Patinatius richmondus
Patinatius richmondus är en mångfotingart som beskrevs av Kraus 1966. Patinatius richmondus ingår i släktet Patinatius och familjen Odontopygidae. Inga underarter finns listade i Catalogue of Life.